# 池田美千子
池田 美千子（いけだ みちこ、1936年〈昭和11年〉2月20日 - ）は、日本映画の編集技師。栃木県出身。

## 経歴
東宝のスクリプターを志すが試験に落ち、撮影所前の姉の飲食店を手伝っていたところ、出前先で知り合った岩下広一に勧められ、編集技師の道を歩む。

## 代表作
- 1954年11月3日 - ゴジラ[1]
- 1964年10月4日 - 自動車泥棒[2][1]
- 1971年9月24日 - 潮騒
- 1973年3月3日 - 放課後
- 1973年3月17日 - ゴジラ対メガロ[3]
- 1973年11月17日 - 野獣狩り
- 1973年12月29日 - 日本沈没[2][1]
- 1974年3月21日 - ゴジラ対メカゴジラ[3]
- 1974年7月20日 - 血を吸う薔薇
- 1974年12月28日 - エスパイ
- 1975年7月12日 - がんばれ!若大将
- 1975年11月1日 - はつ恋
- 1976年5月29日 - 激走!若大将
- 1977年6月4日 - 八甲田山
- 1977年8月27日 - 獄門島
- 1977年12月17日 - 惑星大戦争
- 1978年8月12日 - 火の鳥
- 1978年9月23日 - 聖職の碑
- 1981年2月11日 - 帰ってきた若大将
- 1981年6月6日 - 漂流
- 1982年10月16日 - 海峡
- 1983年4月9日 - 小説吉田学校
- 1984年4月14日 - F2グランプリ
- 1985年8月31日 - 宇宙からの帰還
- 1985年12月21日 - 雪の断章 情熱
- 1986年12月13日 - 恋する女たち
- 1987年8月1日 - トットチャンネル
- 1987年12月19日 - 「さよなら」の女たち
- 1989年5月13日 - マイフェニックス[2][1]
- 1989年12月16日 - ゴジラvsビオランテ[2][3]
- 1991年12月14日 - ゴジラvsキングギドラ[3]
- 1994年3月12日 - シュート!

## 受賞歴
- 1974年 - 第20回アジア太平洋映画祭編集賞